# Verolengo
Verolengo és un comune (municipi) de la ciutat metropolitana de Torí, a la regió italiana del Piemont, situat a uns 25 quilòmetres al nord-est de Torí. A 1 de gener de 2018 la seva població era de 4.843 habitants.
Verolengo limita amb els següents municipis: Chivasso, Crescentino, Lauriano, Monteu da Po, Rondissone, San Sebastiano da Po, Torrazza Piemonte, Brusasco i Saluggia.